# Bojan Ropret
Bojan Ropret (né le 17 août 1957 à Kranj) est un coureur cycliste yougoslave. Actif durant les années 1970 et 1980, il a été champion de Yougoslavie sur route en 1979, vainqueur du Tour de Yougoslavie en 1980, médaillé d'or de la course sur route des Jeux méditerranéens de 1983. Il a représenté la Yougoslavie aux Jeux olympiques de 1976, 1980 et 1984, avec pour meilleur résultat la septième de la course sur route des Jeux de 1984.

## Palmarès
- 1976
  - Jadranska Magistrala
- 1977
  - 3e étape de Vienne-Rabenstein-Gresten-Vienne
  - 2e du championnat de Yougoslavie sur route
  - 2e de Vienne-Rabenstein-Gresten-Vienne
- 1979
  - Champion de Yougoslavie sur route
  - Jadranska Magistrala
- 1980
  - Tour de Yougoslavie
  - 8e du contre-la-montre par équipe des Jeux olympiques
- 1981
  - Tour de Serbie
- 1983
  -  Médaillé d'or de la course sur route (it) des Jeux méditerranéens
  - 3e du Gran Premio Capodarco
- 1984
  - 7e de la course sur route des Jeux olympiques
  - 9e du contre-la-montre par équipe des Jeux olympiques